# Bazylika św. Mikołaja w Bochni
Bazylika św. Mikołaja w Bochni – najstarszy i największy kościół w Bochni, od 1998 roku bazylika mniejsza, Sanktuarium Matki Bożej Różańcowej. Od 2003 pełni funkcję kolegiaty, przy której mieści się kapituła. 

## Historia

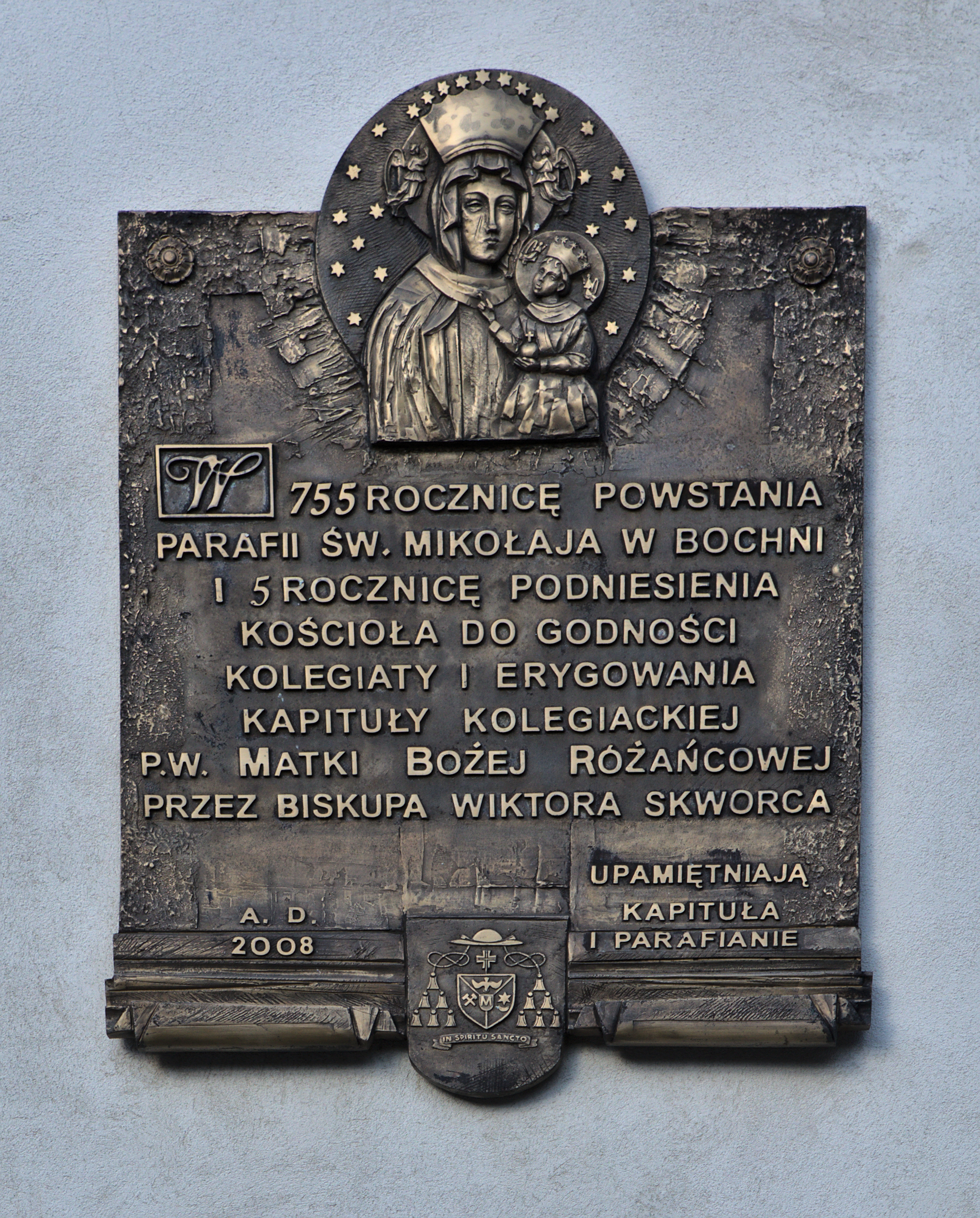
Tablica pamiątkowa wmurowana z okazji rocznicy powstania parafii bocheńskiej.

Kościół św. Mikołaja został zbudowany w 1. poł. XV wieku. Wskutek pożarów z lat 1447 i ok. 1485 został uszkodzony, po czym odbudowano go na przełomie XV i XVI wieku. W pierwotnym kształcie był to gotycki halowy kościół ze stosunkowo długim, trójbocznie zamkniętym prezbiterium, przy którym wzniesiono od północy zakrystię oraz kaplicę pod wezwaniem Jedenastu Tysięcy Dziewic (przemianowaną później na kaplicę św. Kingi).
Kościół został znacznie uszkodzony przez pożar miasta w 1655 roku, podczas potopu szwedzkiego. Zniszczone zostały m.in. dach i sklepienia. Odbudowa kościoła w stylu barokowym prowadzona była z funduszy przekazanych przez króla Jana Kazimierza i zakończyła się w 1665 roku.
W 1768 roku stacjonujący w Bochni konfederaci barscy ufundowali do kościoła nowy ołtarz główny, wykonany w latach 1770–1772 przez snycerza i malarza religijnego Piotra Korneckiego z Gdowa. W 1777 roku, dzięki uzyskanej subwencji z dochodów kopalni soli, kościół został odrestaurowany i zyskał od strony południowej kaplicę Matki Boskiej.
W XIX wieku dobudowano do kościoła kruchty północną i południową, skarbczyk nad zakrystią oraz neogotycką sygnaturkę projektu Marcina Borelowskiego. W latach 1901–1906, pod kierunkiem architekta Jana Sas-Zubrzyckiego dokonano regotycyzacji kościoła.
W 1997 roku kościół uzyskał tytuł bazyliki mniejszej nadany przez papieża Jana Pawła II. W 2003 roku przy kościele erygowana została kapituła kolegiacka, zaś sam kościół został podniesiony do godności kolegiaty.

## Architektura i wyposażenie wnętrza
Bazylika św. Mikołaja jest gotyckim kościołem trójnawowym, częściowo przekształconym w okresie późnego baroku. Późnogotycka fasada z przełomu XV i XVI wieku, podparta dwoma przyporami, zwieńczona jest szczytem schodkowym i ozdobiona blendami i fryzem rombowym. Nie znajduje ona odpowiednika w architekturze Małopolski i powstała prawdopodobnie pod wpływem Saksonii.
Większość wyposażenia wnętrza kościoła reprezentuje styl barokowy i rokokowy. Ołtarz główny, sześć ołtarzy bocznych, rokokowa ambona i niektóre mniejsze sprzęty pochodzą z warsztatu Piotra Korneckiego. Jego autorstwa jest też obraz patrona kościoła w ołtarzu głównym.
W prezbiterium wisi obraz flamandzkiego malarza barokowego Artusa Wolfforta, uważany za najcenniejszy element wyposażenia świątyni.
Kaplica św. Kingi została regotyzowana w latach 1892–1893 pod kierunkiem Tadeusza Stryjeńskiego i posiada jednolite neogotyckie wyposażenie wraz polichromią zaprojektowaną przez Jana Matejkę. Ołtarz z obrazem św. Kingi zbudowany jest w formie pseudotryptyku z nieruchomymi skrzydłami. Ponadto na ścianie kaplicy znajduje się gotyckie malowidło odkryte w 1966 roku.
W kaplicy Matki Bożej Bocheńskiej znajduje się marmurowy ołtarz, pochodzący ze zlikwidowanego w 1777 roku kościoła dominikanów w Bochni. W jego polu środkowym wprawiony jest obraz Matki Bożej Różańcowej, zwanej Bocheńską. Obraz ten, pochodzący z I. połowy XVI w., malowany na płótnie naklejonym na deskę, został 7 października 1934 roku ukoronowany na mocy dekretu papieskiego, w obecności od 100 do 120 tysięcy wiernych przez biskupa Franciszka Lisowskiego.
Na chórze muzycznym znajdują się późnobarokowe organy, pochodzące z II. połowy XVIII w. W 1898 roku zostały przebudowane przez organmistrza Tomasza Falla ze Szczyrzyca w stylu romantycznym. Obecnie instrument posiada 20 głosów, dwa manuały i pedał oraz mechaniczną trakturę.
Obok kościoła znajduje się wolnostojąca drewniana dzwonnica konstrukcji słupowej z początku XVII wieku, zbudowana początkowo przy nieistniejącym obecnie kościele bernardynów w Bochni. Została ona zrekonstruowana w latach 1990–1993, po zniszczeniach w pożarze w 1987 roku. Dzwonnica jest obiektem na szlaku architektury drewnianej województwa małopolskiego.

## Galeria

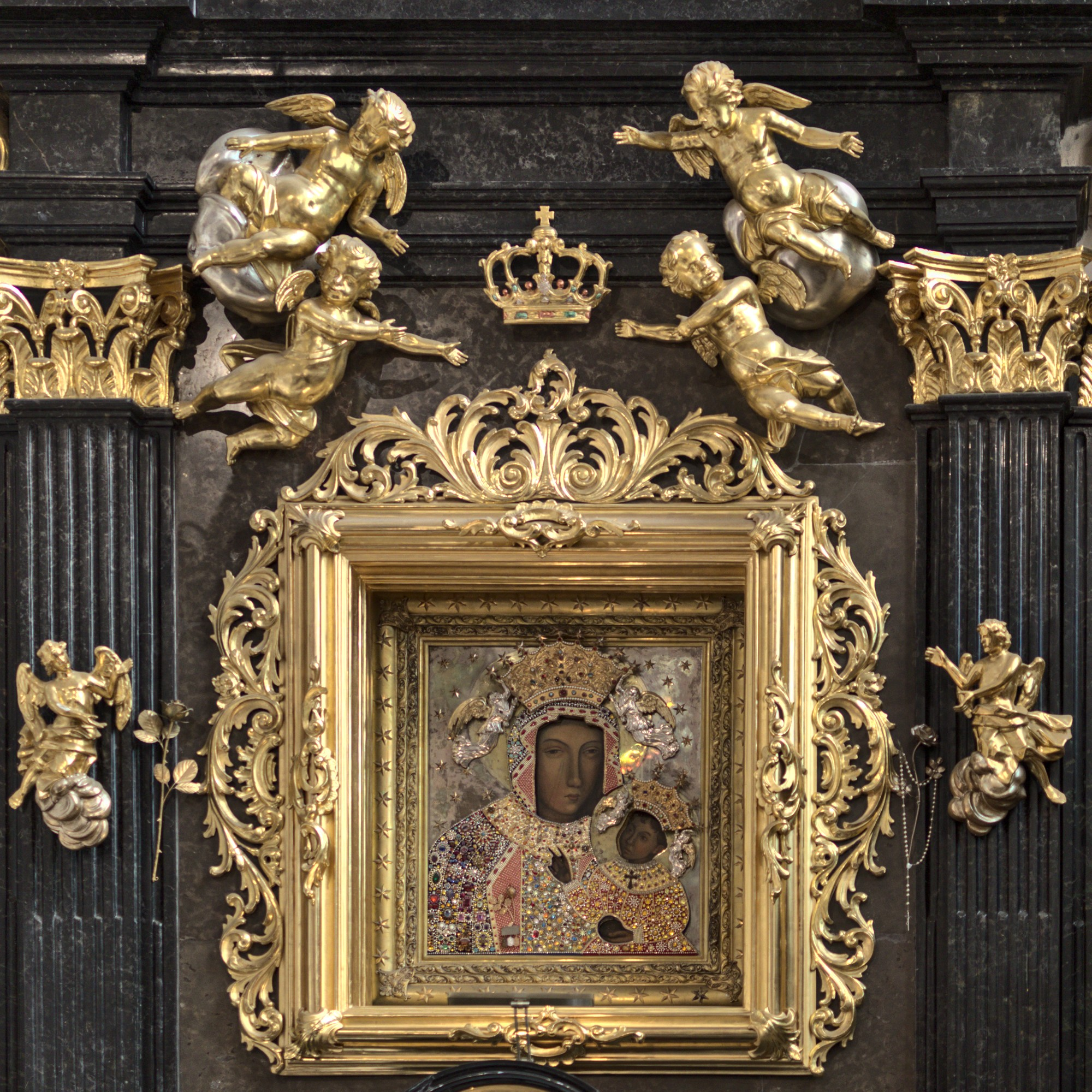
Obraz Matki Bożej Bocheńskiej
Kaplica św. Kingi
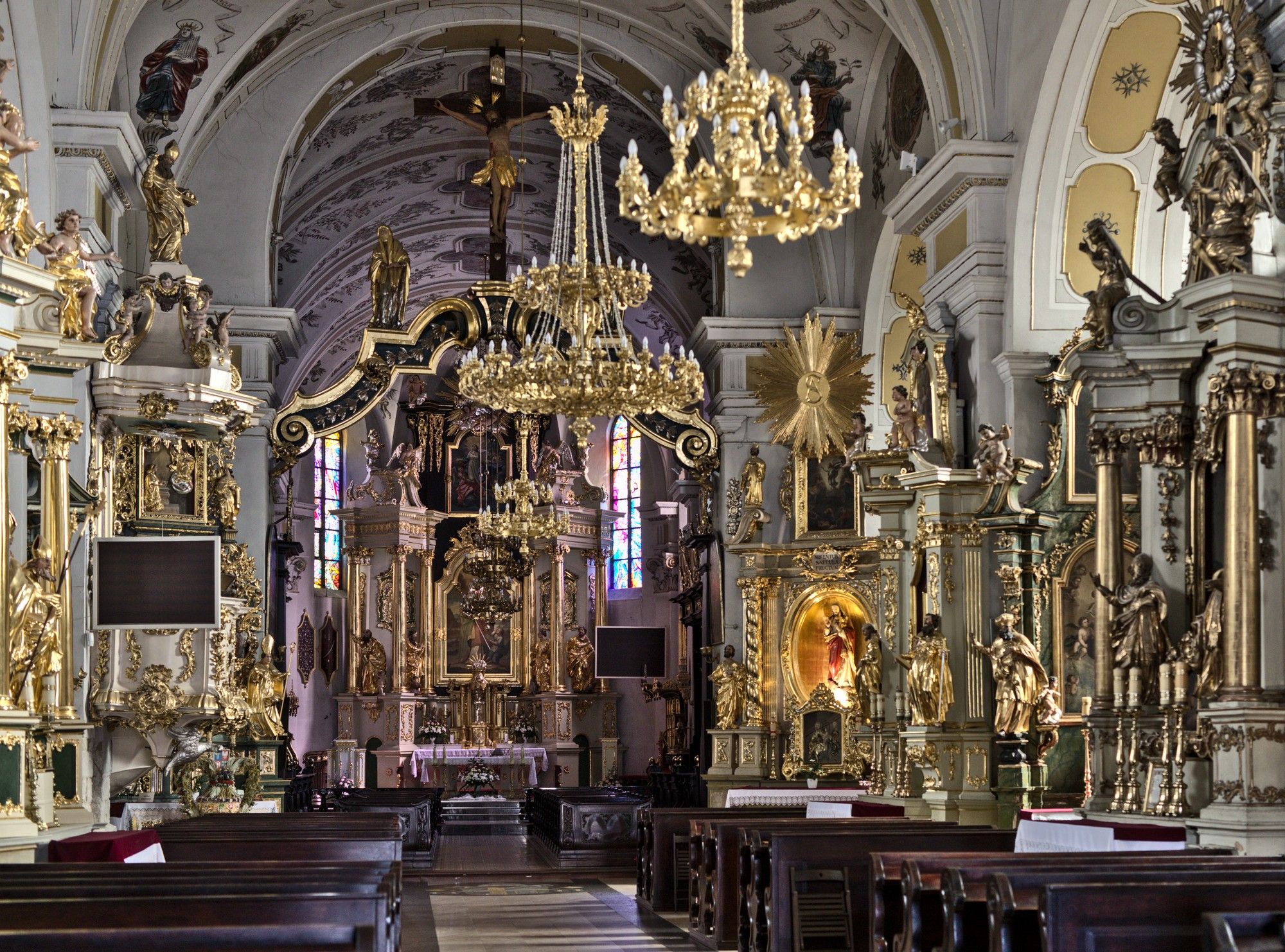
Nawa główna bazyliki.
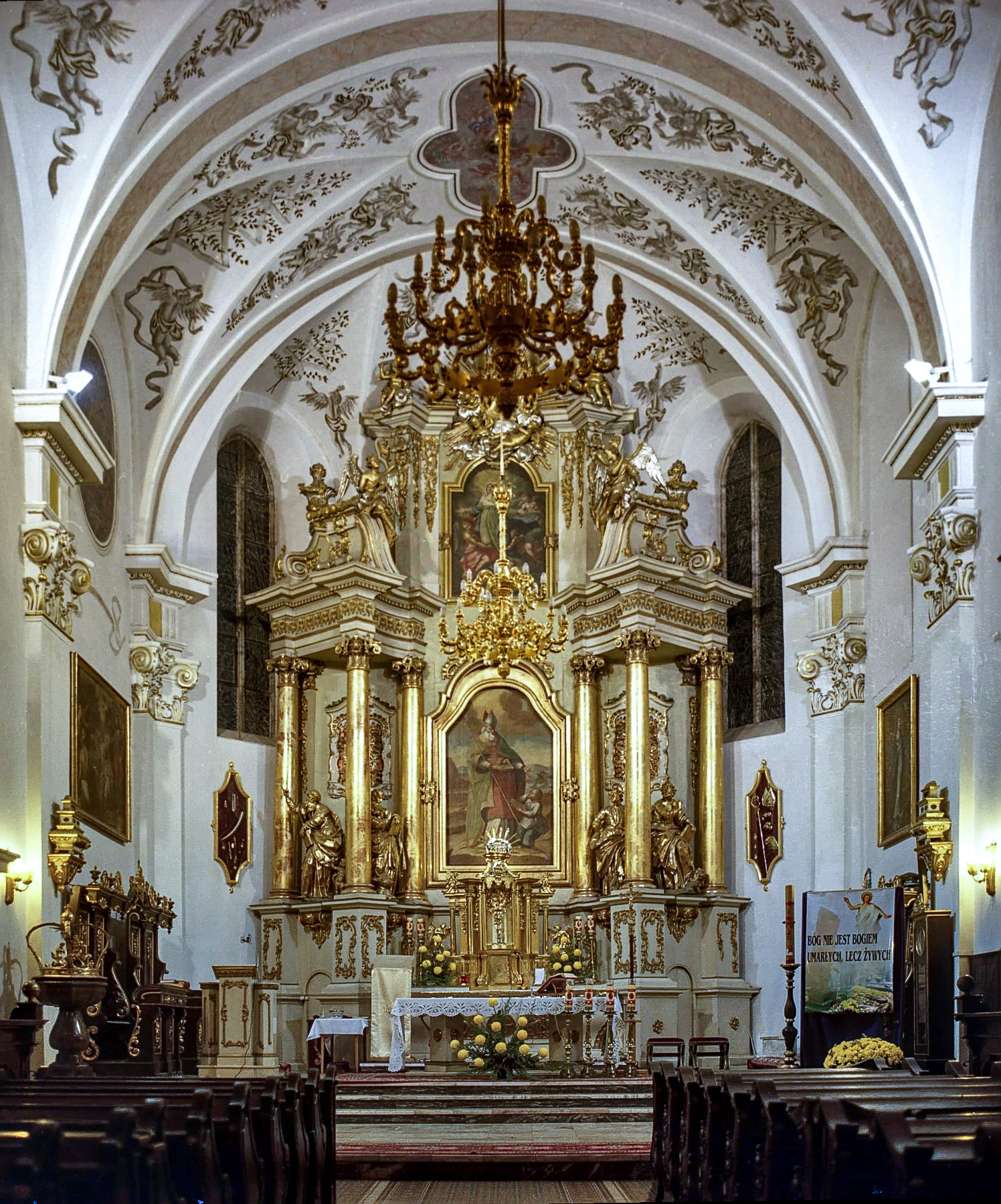
Ołtarz główny z 1772 roku
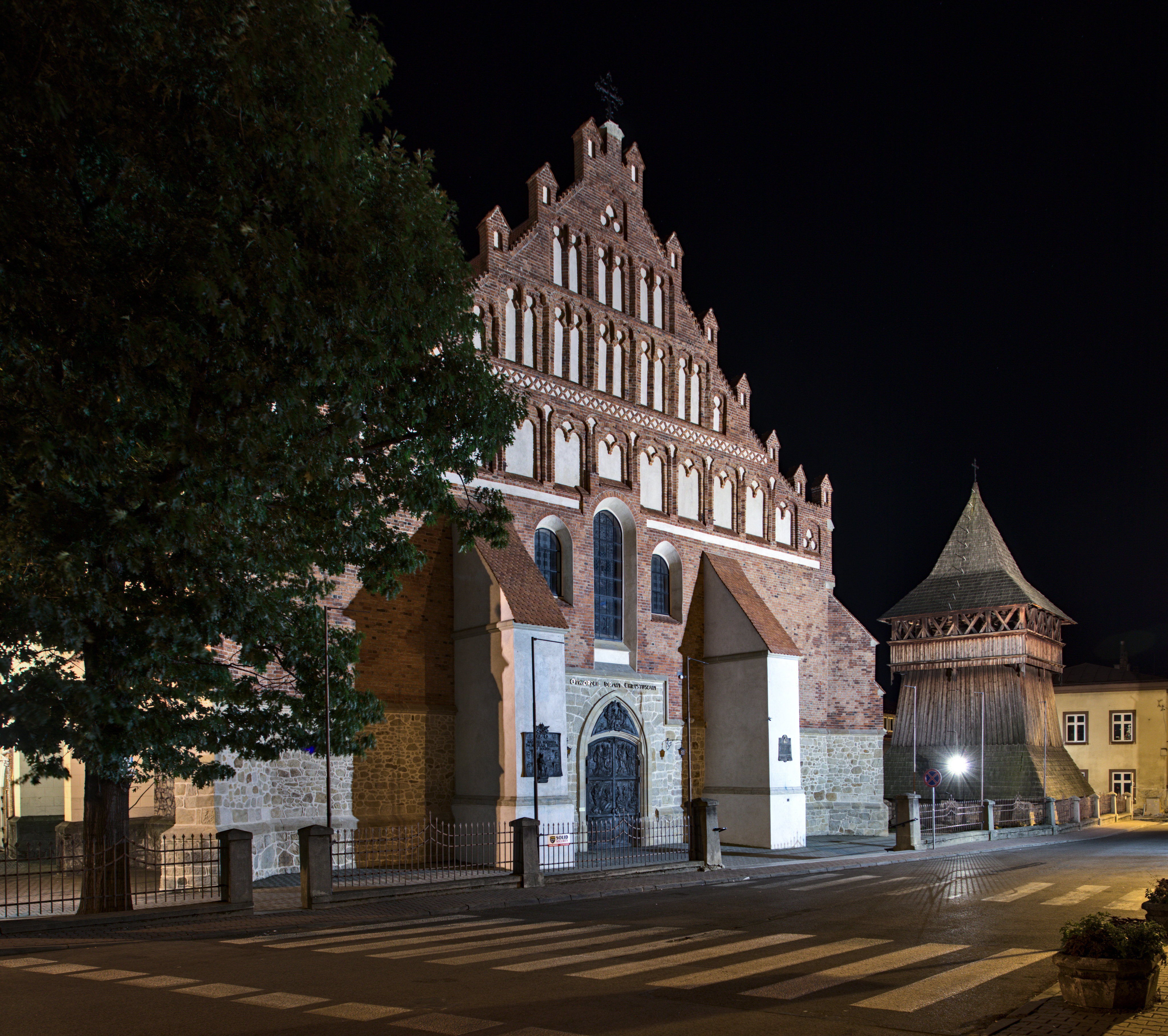
Front bazyliki wraz z dzwonnicą
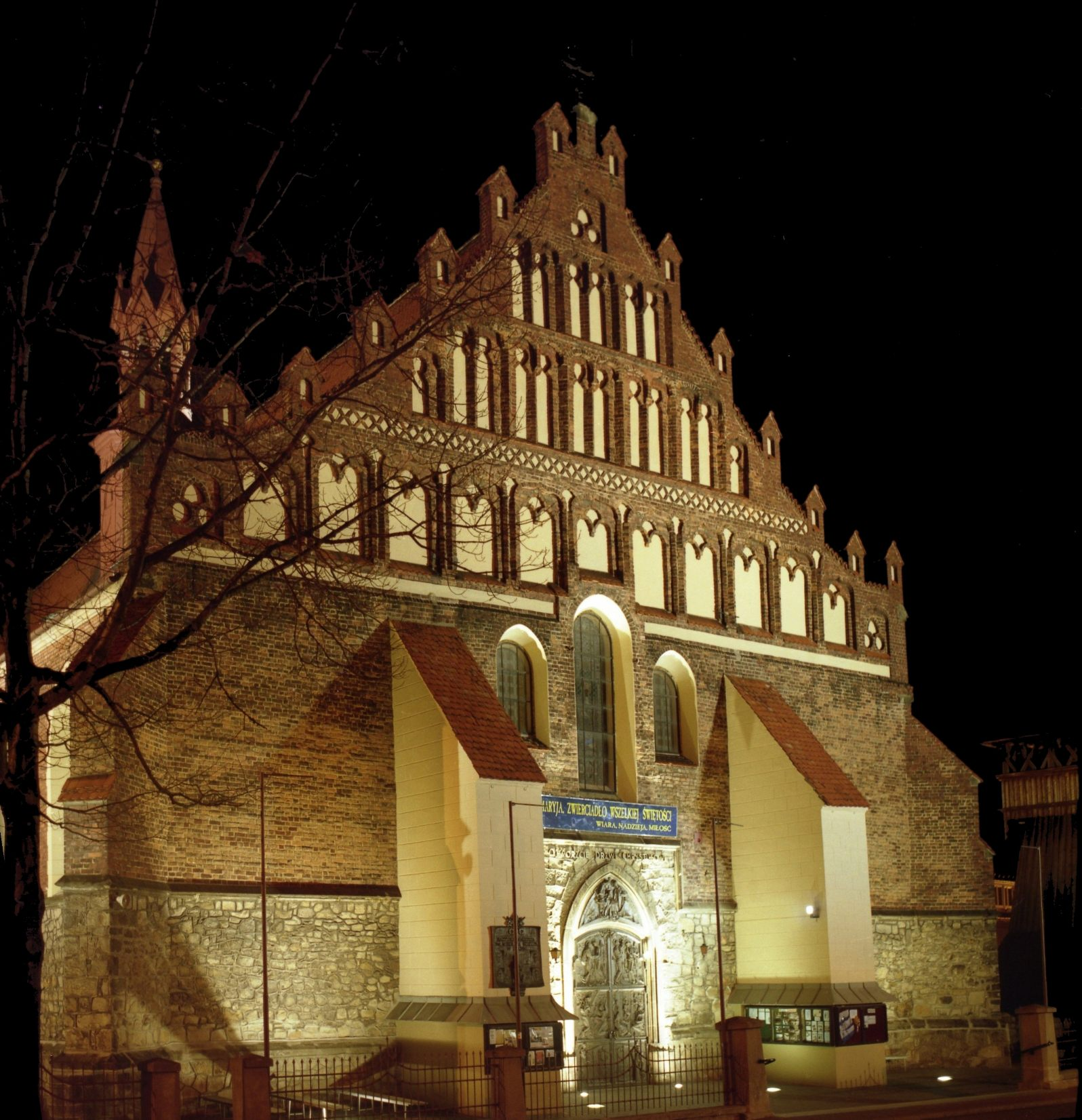
Wygląd ściany frontowej przed remontem bazyliki w latach 2019–2020.
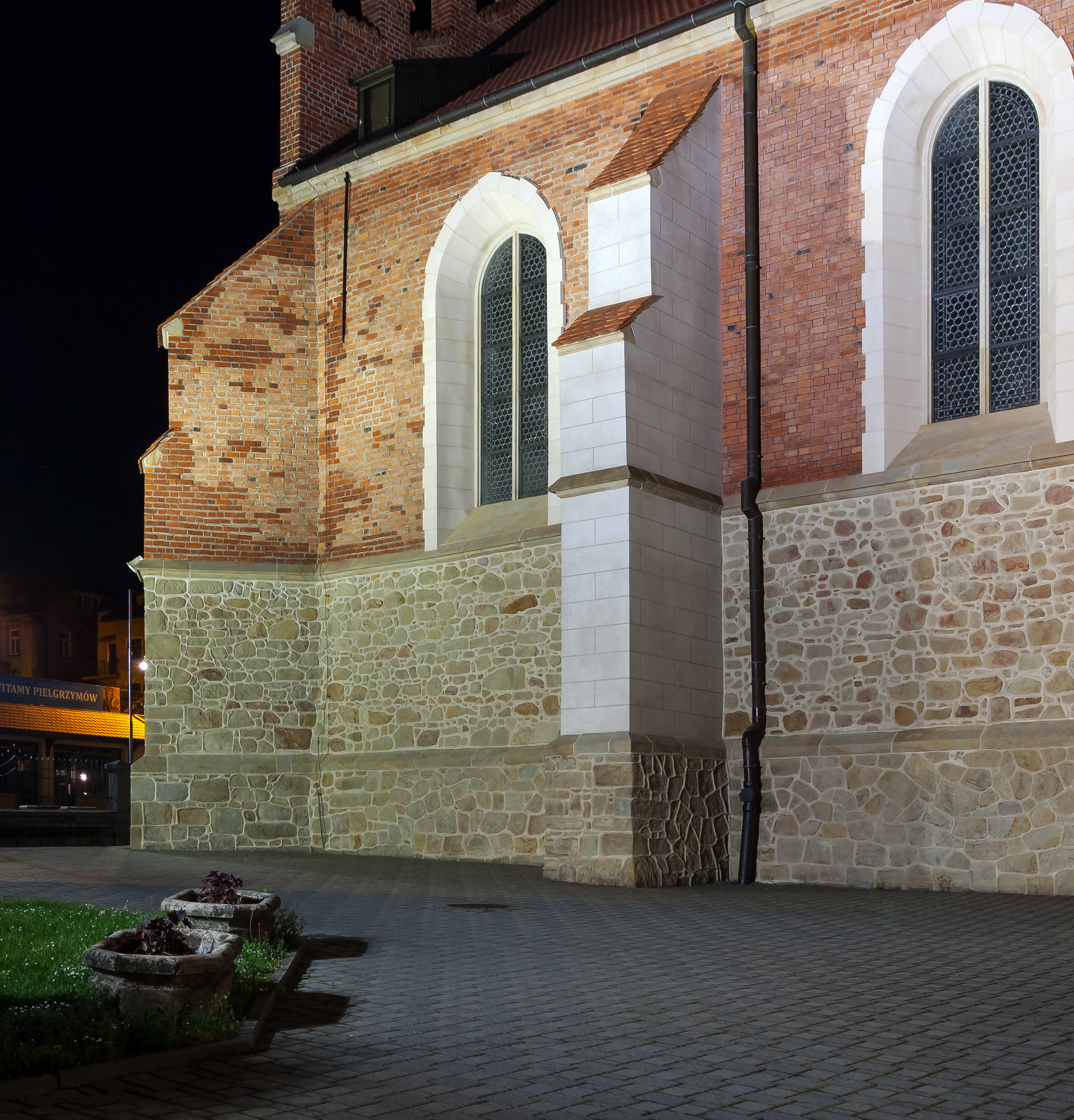
Ściana południowa wraz z narożnikiem południowo-zachodnim. Widoczne charakterystyczne przypory.
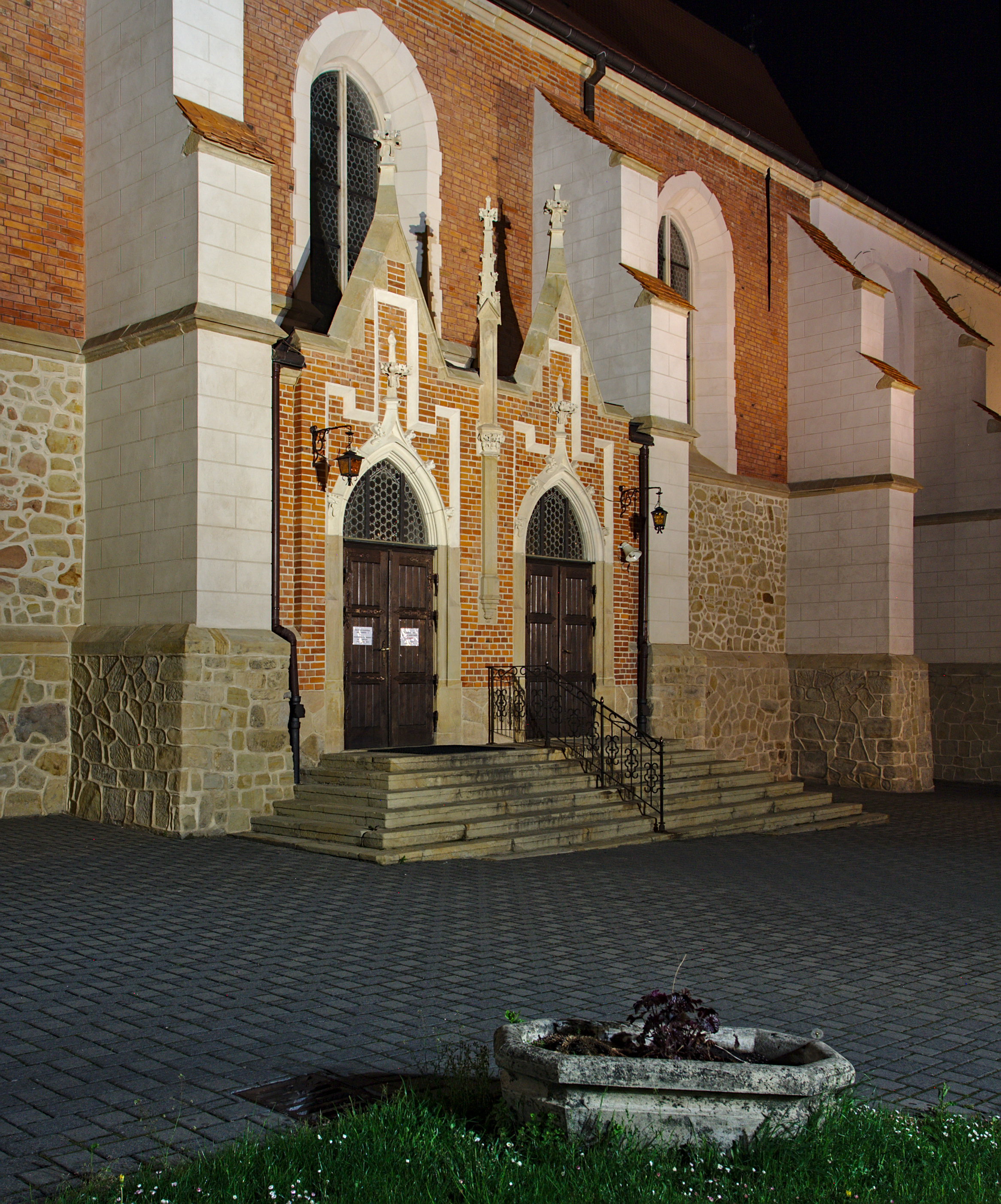
Kruchta południowa wraz z pozostałą częścią ściany południowej.
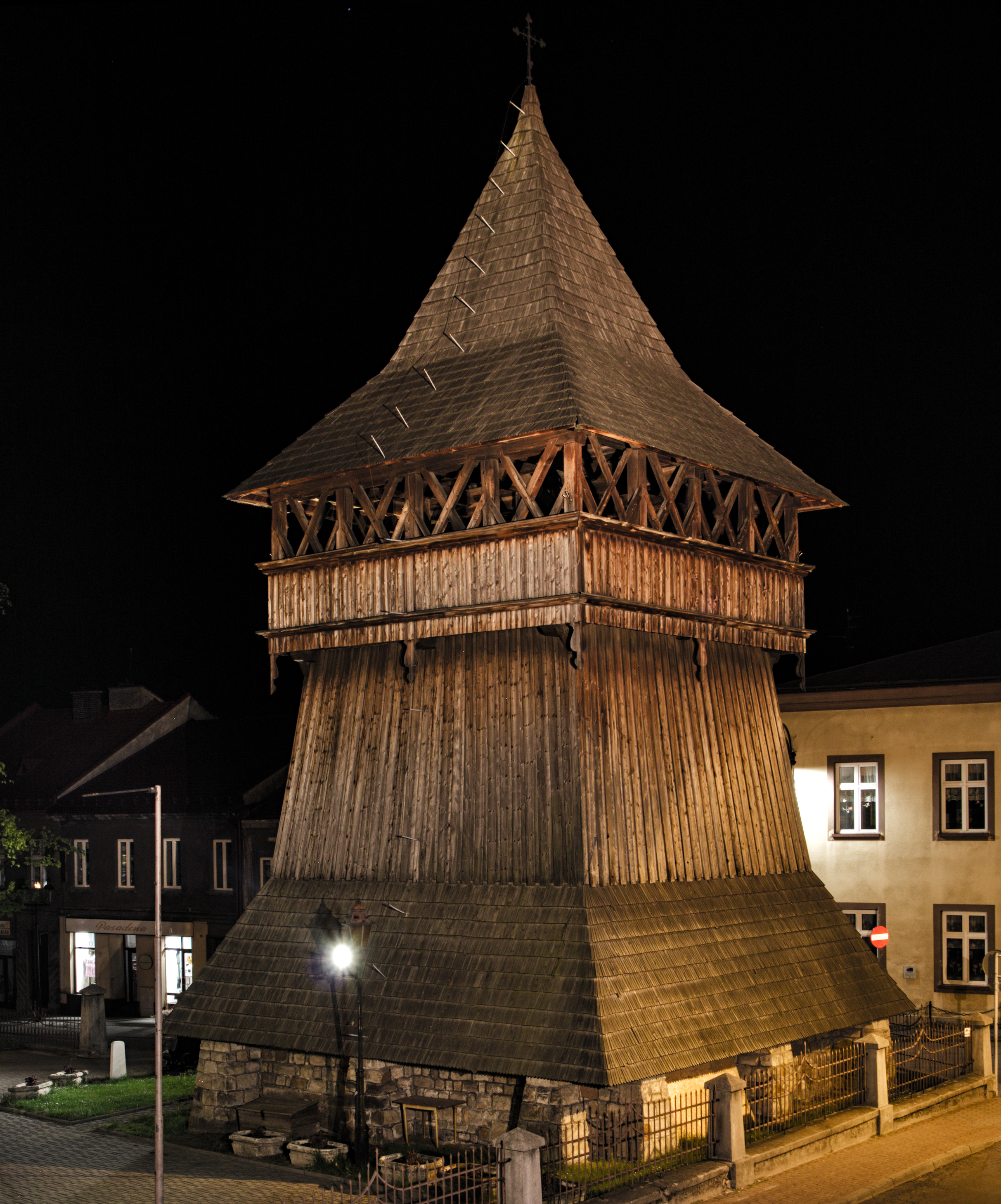
Zrekonstruowana w latach 1990–1993 dzwonnica.
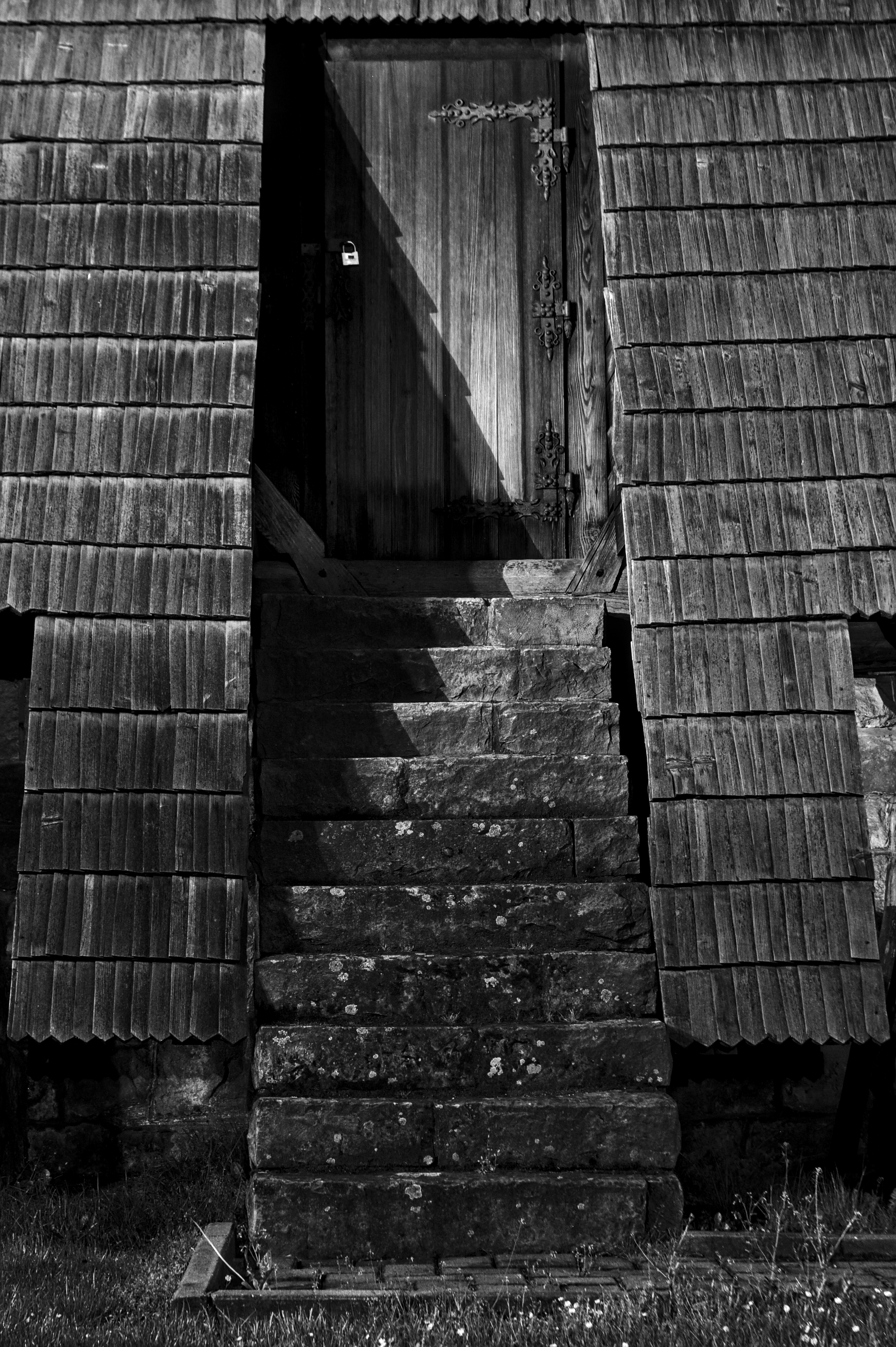
Schody wejściowe do dzwonnicy przy bocheńskiej bazylice.
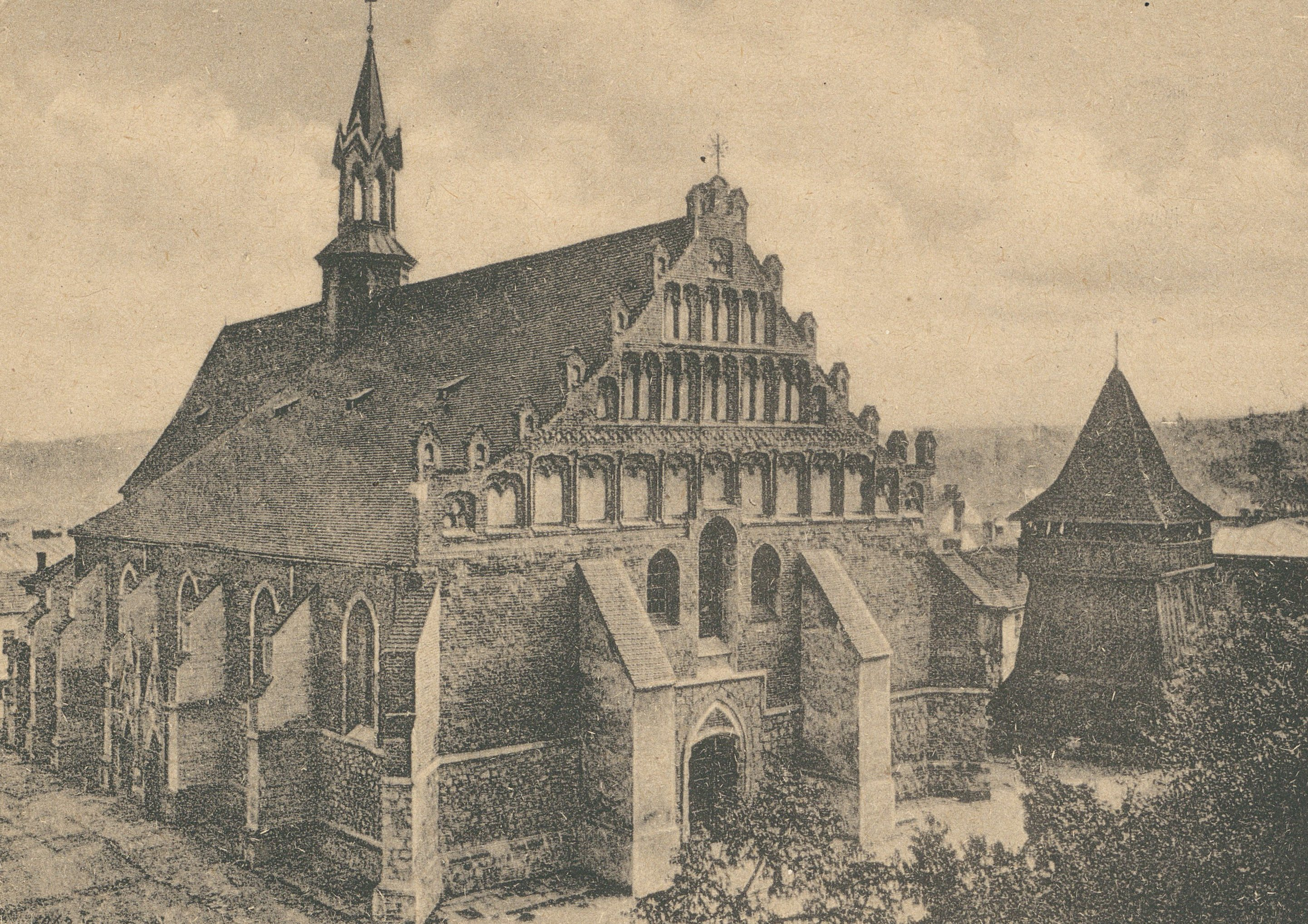
Kościół po 1905
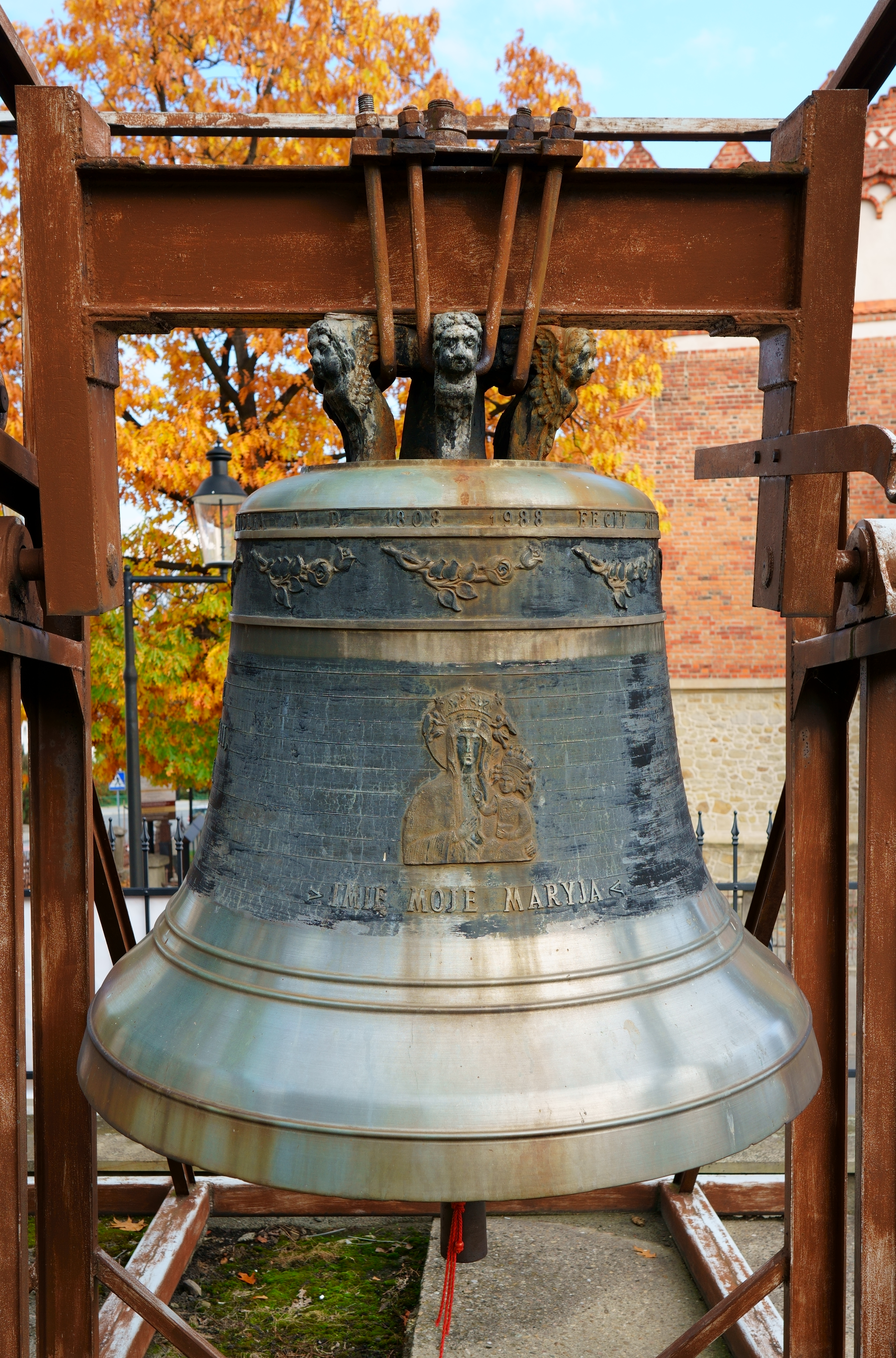
Dzwon Maryi na placu bazyliki.